# 太和廣場

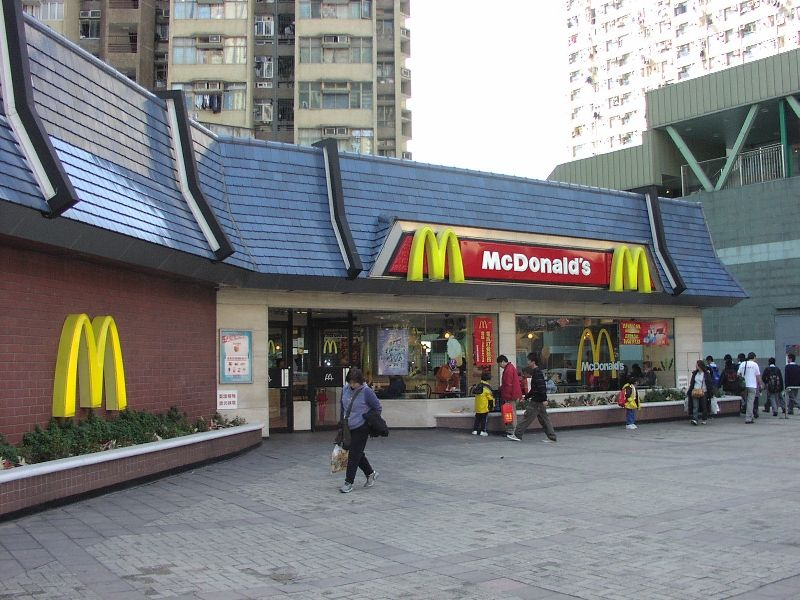
位於太和邨的獨立屋式麥當勞分店從1990年營業，不少香港麥當勞的電視廣告都在此取景。該店於2015年11月進行裝修，變成全港首間家庭式旗艦店，唯「獨立屋」設計已消失

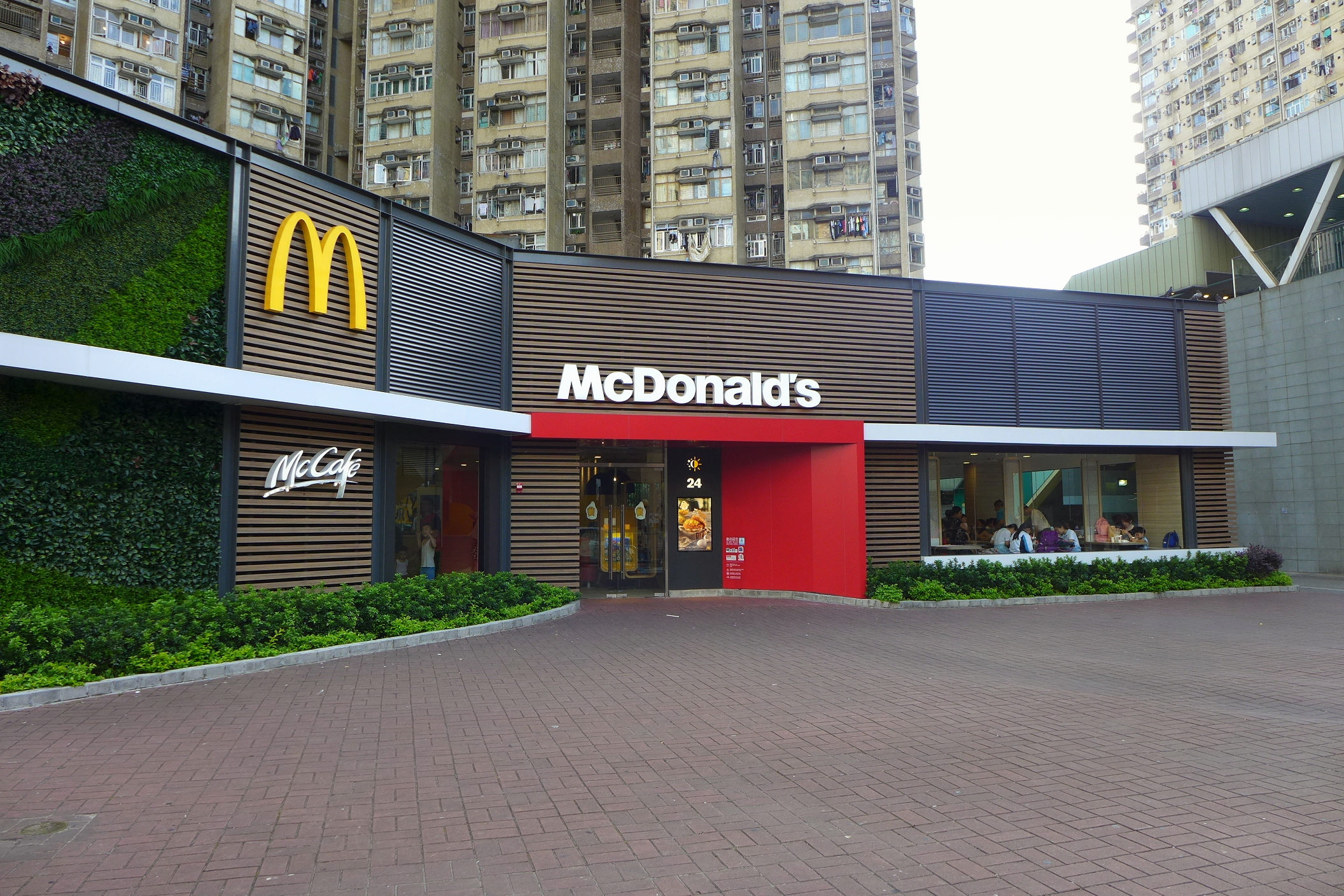
2015年11月裝修後的麥當勞

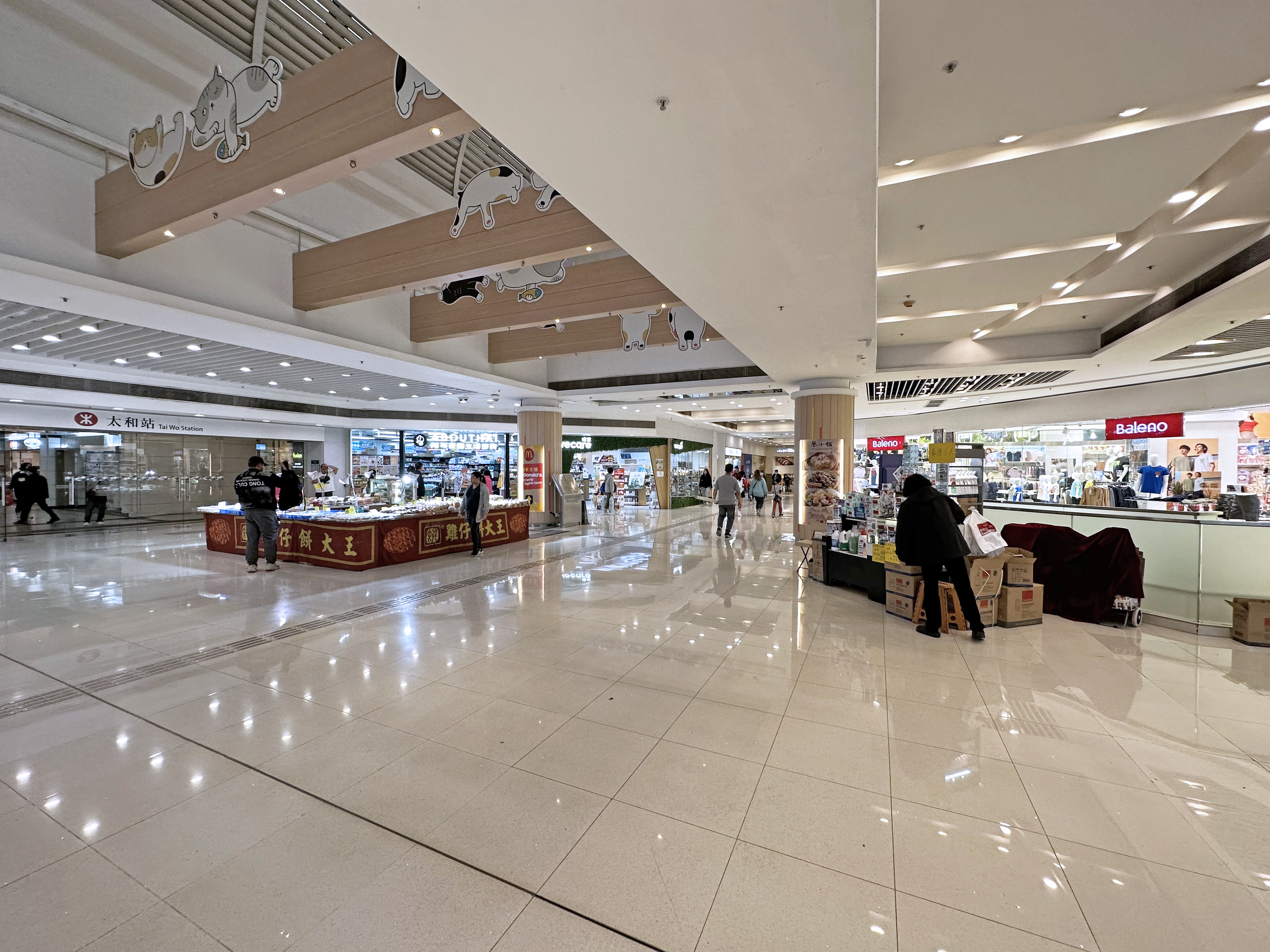
太和廣場2期東北面（2023年）

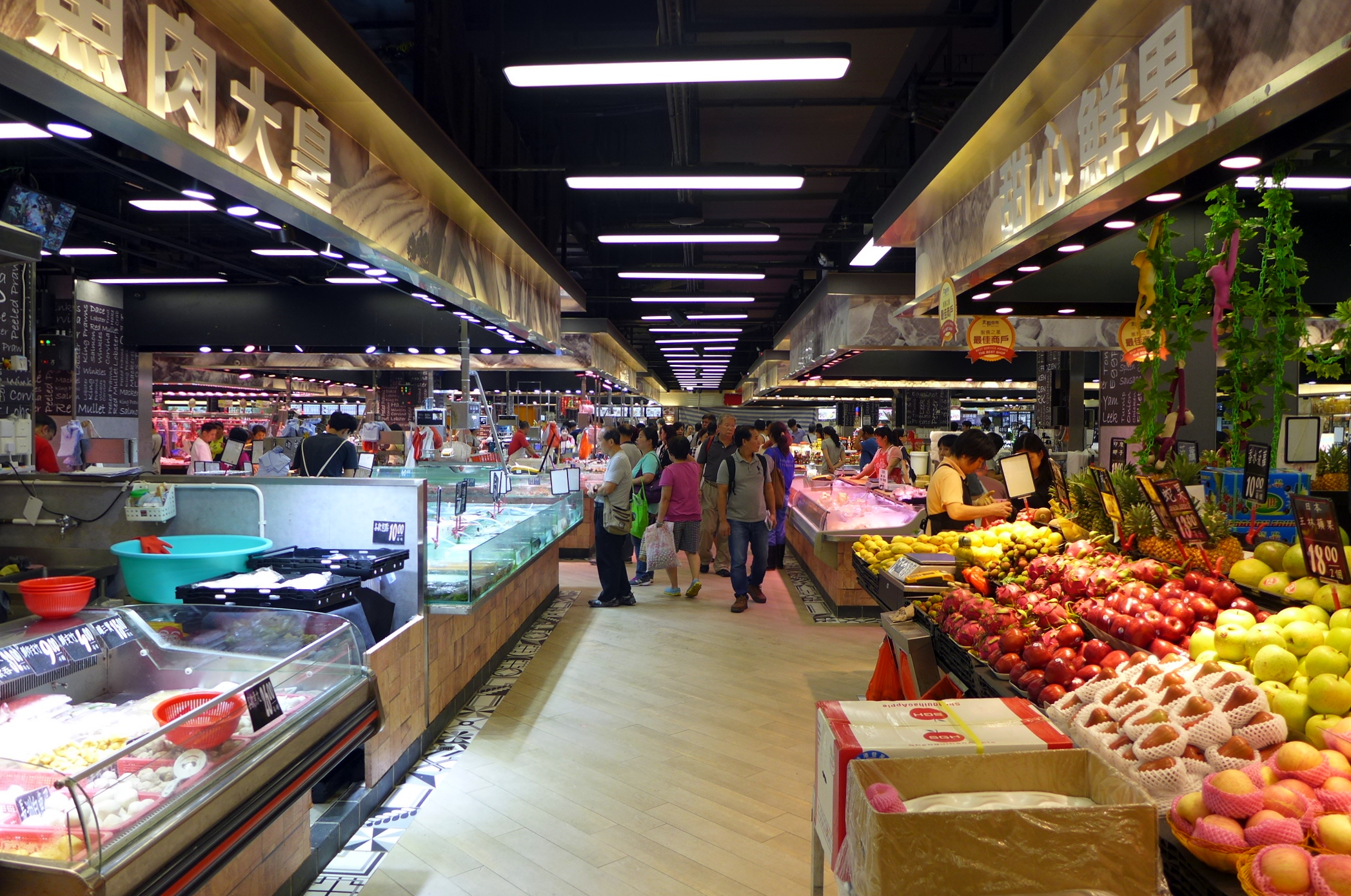
翻新後的太和街市（2016年）

太和廣場（英語：Tai Wo Plaza）位於香港新界大埔大埔太和路12號，是太和邨的附屬商場，由領展房地產投資信託基金管理。

## 歷史及簡介
太和廣場原名太和商場（Tai Wo Shopping Centre），在東鐵綫太和站兩旁，為配合太和邨而建，於1989年落成，原為房委會物業，曾在1990年代中翻新；樓高四層，商用面積約為13,200平方米，提供約127個商業舖位及80個街市檔位。另外，愛和樓及安和樓也設有商業舖位。
由於太和站本身就是商場建築的一部分，太和站的車站大堂與商場空間完全相連，乘客如果想使用扶手電梯進出車站都必須穿過商場範圍，故太和商場自落成以來都有龐大人流，能吸引居於鄰近屋苑和鄉村使用太和站通勤的居民在商場內消費，是早年比較罕見的人流高度興旺的公共屋邨商場。
商場曾經由香港房屋委員會擁有，在2001年9月進行的「『從黎明開始』商場商戶清潔比賽」中，得到最清潔商場的獎項。
早於2005年被領展列入8個可提升潛力的商場之內。到2010年2月起，商場官方名稱改為太和廣場。2020年6月，開業31年商務印書館搬到大埔中心。

## 街市
太和廣場設有太和街市。領展將街市外判予建華（街市）管理有限公司後，於2015年7月進行翻新工程，並於2015年11月完成。街市內設美食街，引入日本拉麵店、上海點心店和台式小食店。有店主表示翻新後檔位租金由7,000元加至逾2萬元。

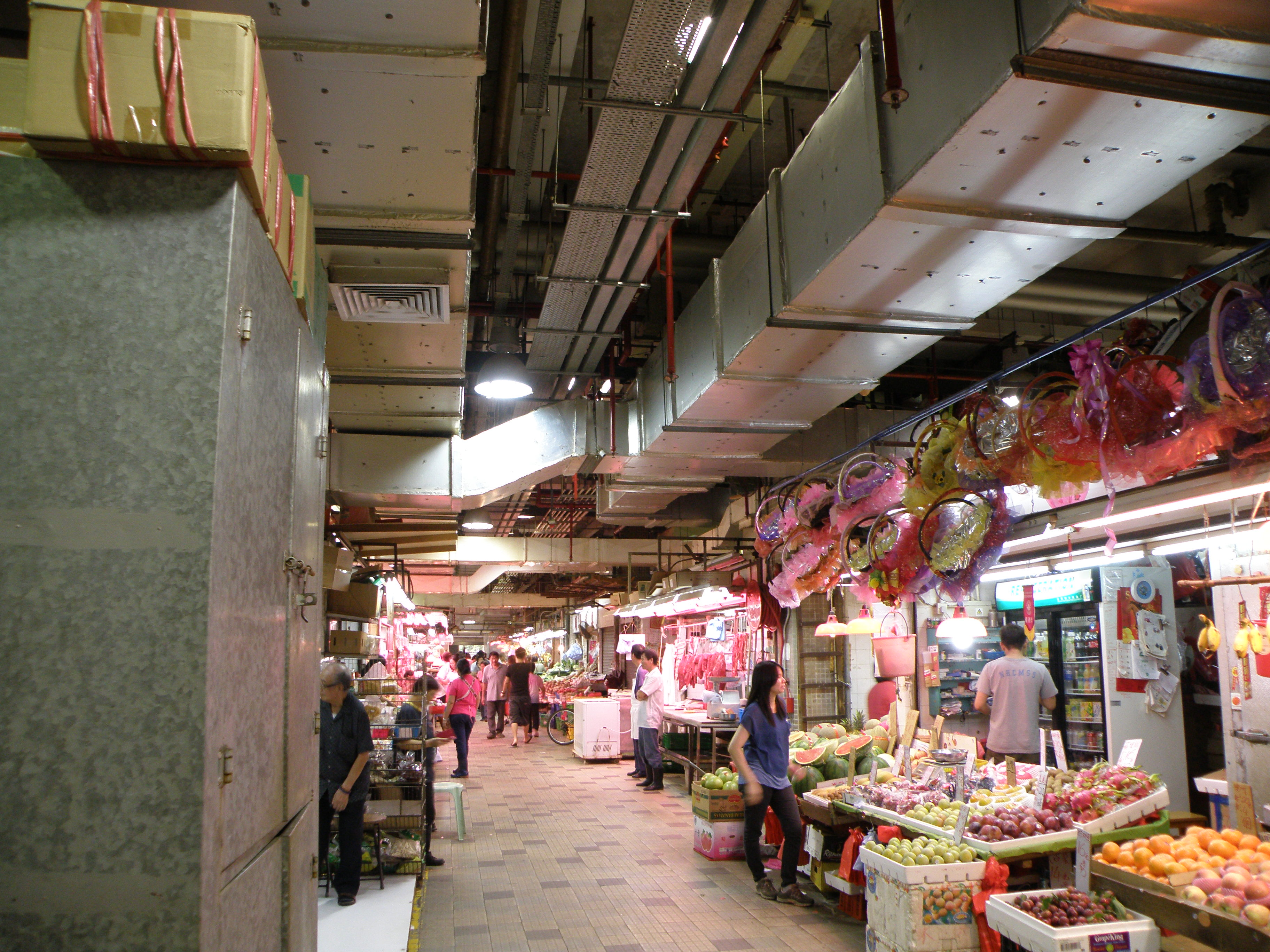
翻新前的太和街市
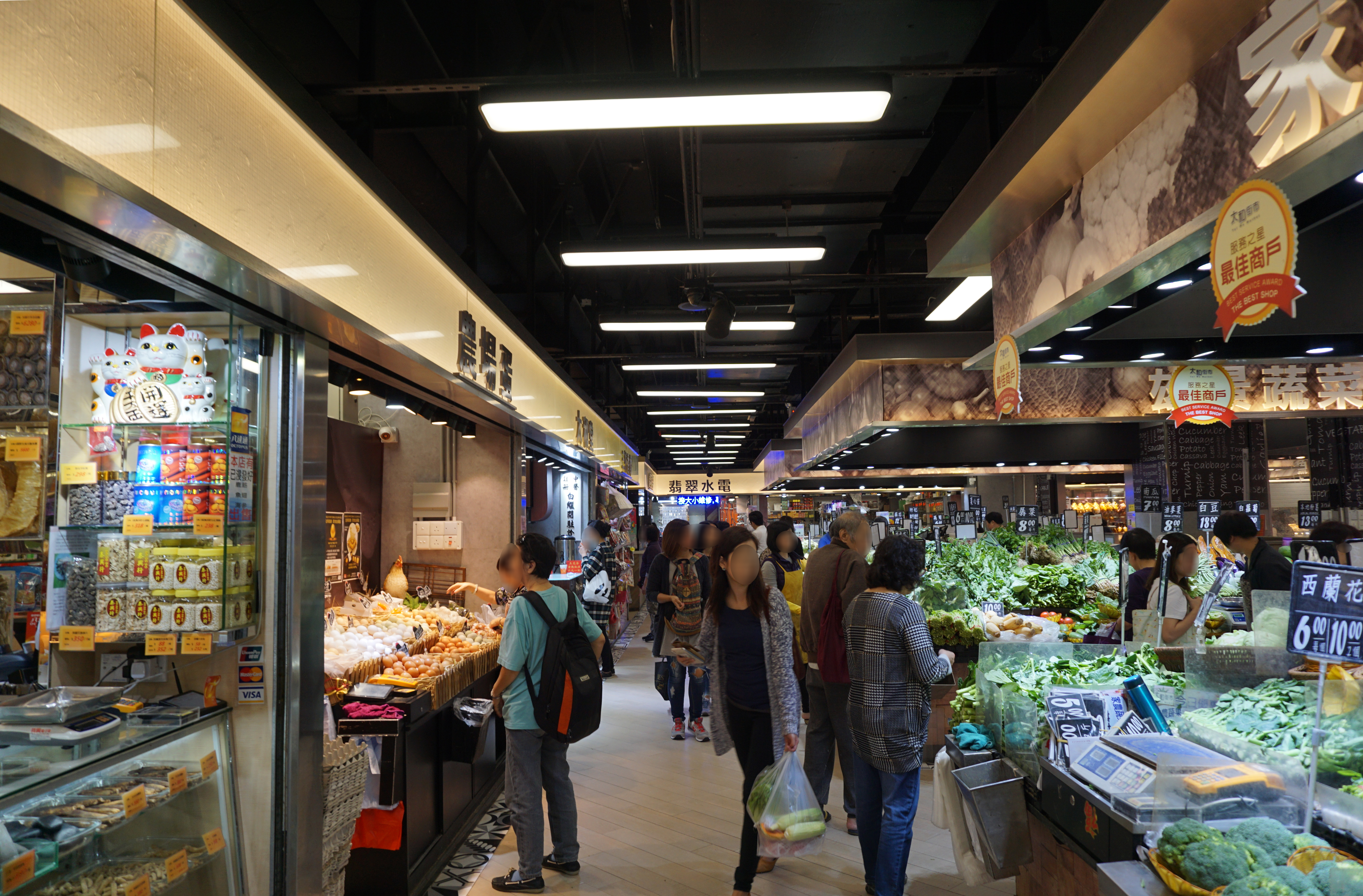
太和街市雞蛋及菜檔
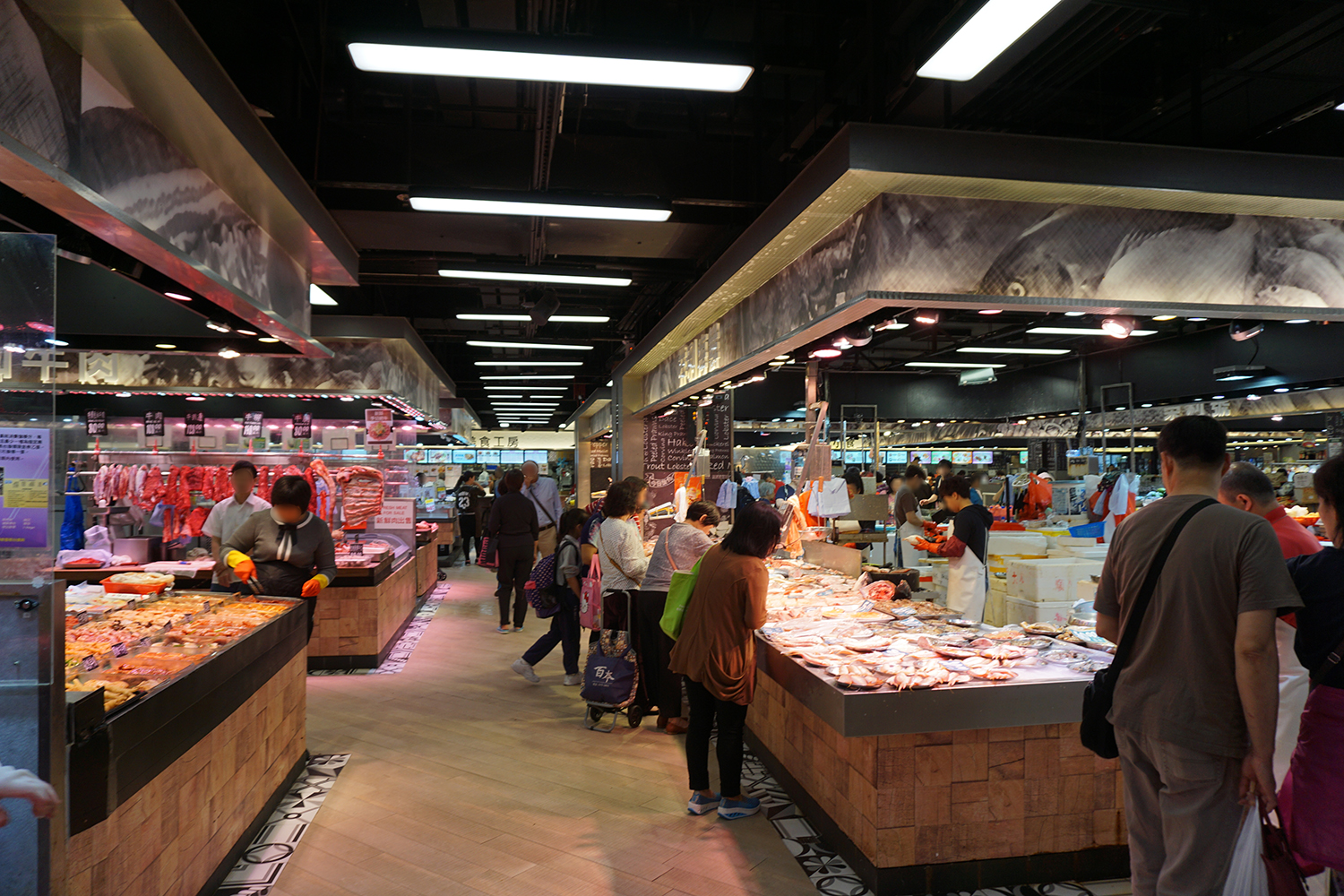
太和街市肉檔及魚檔
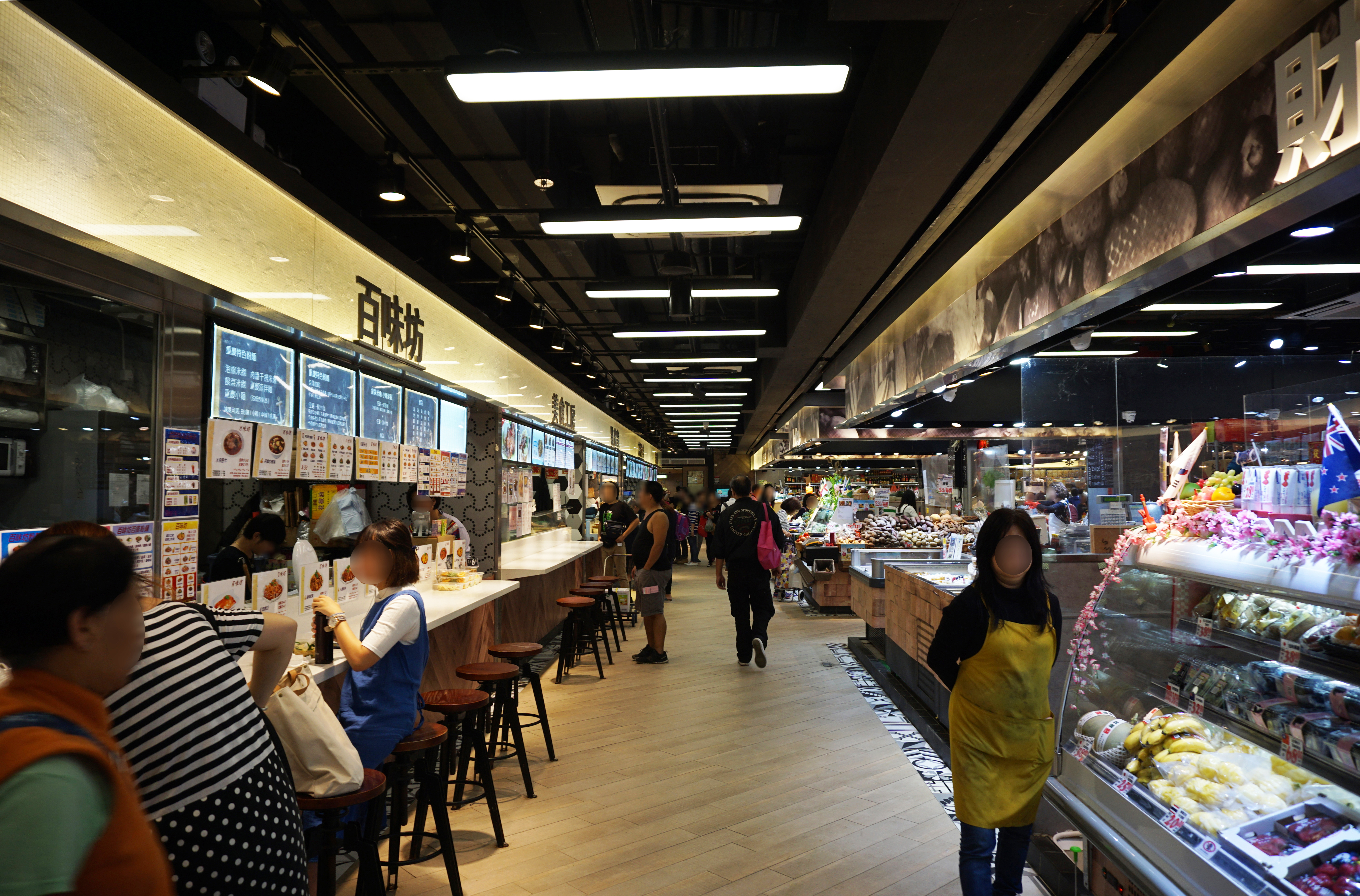
太和街市小食區
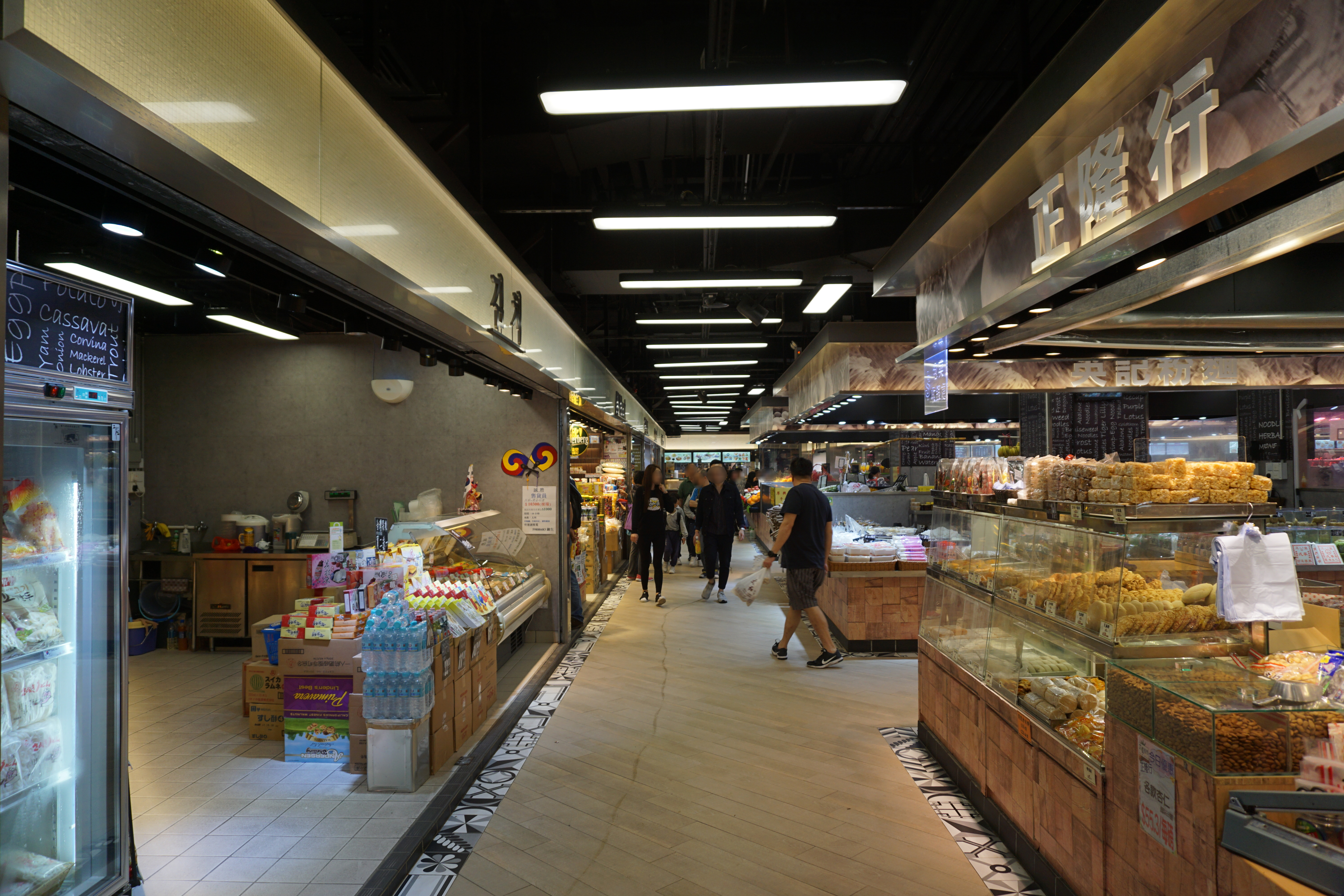
太和街市南韓食品店及餅店
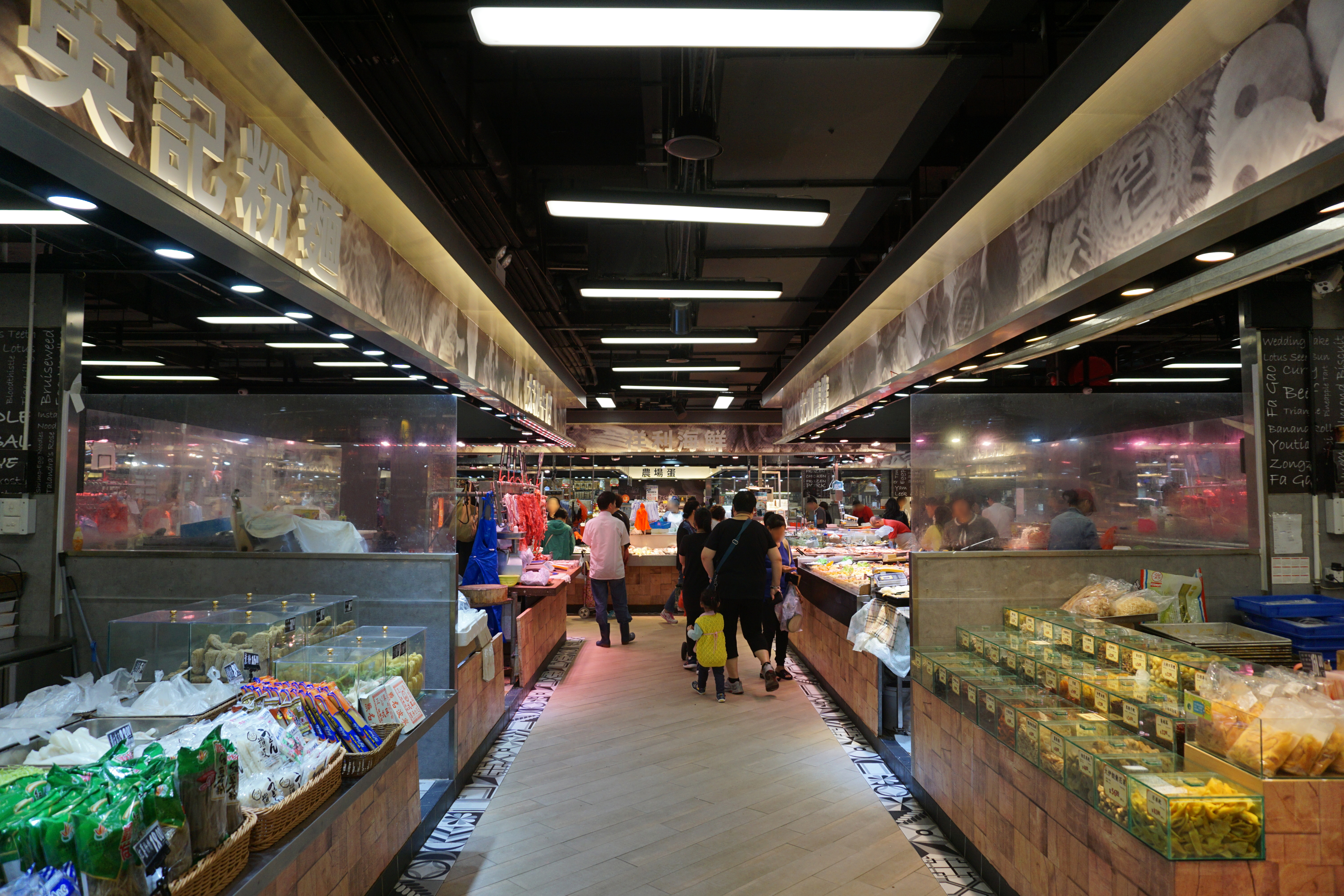
太和街市麵檔及零食店

## 資產提升工程
1990年代，房署為太和廣場進行一系列的改善工程，包括增加鋪位、改善商場通道和外圍環境。所有工程於1997年11月完成。
2007年中，太和廣場被領展收購後，首次進行資產提升工程，並引入多間連鎖店，如豐澤等來提升競爭力，其中當年新引入領展商場的波仔飯專門店於2007年2月開幕（當時位於本商場西翼二樓229A號舖），方便顧客提供外賣的服務。
2020年，太和廣場進行資產提升工程，主要在東翼加建兩條扶手電梯，連接一樓與三樓，及將東翼一樓重新佈局，亦翻新商場外牆。

## 圖集

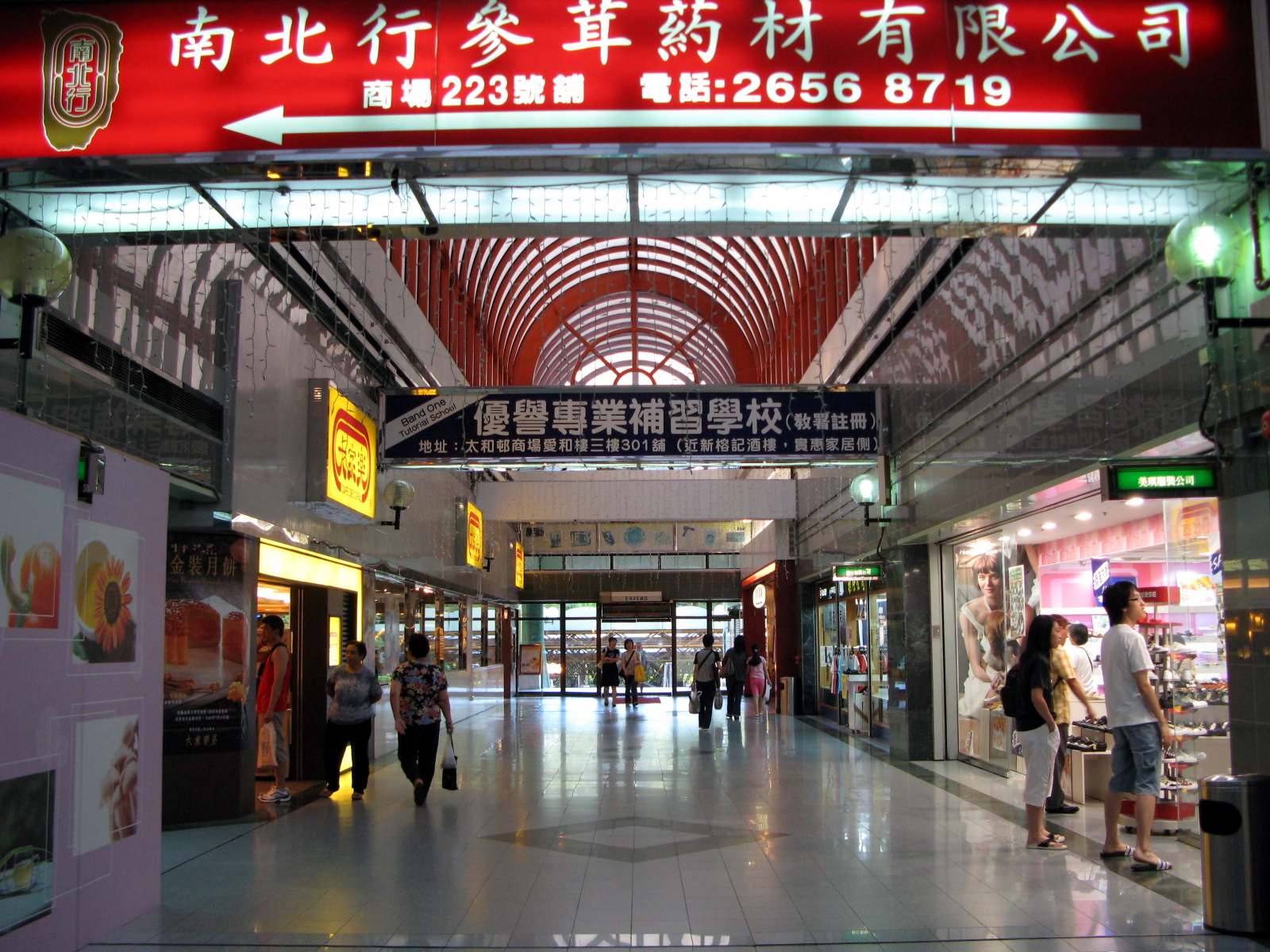
翻新前的商場通道設天幕，唯翻新後已消失（2008年）
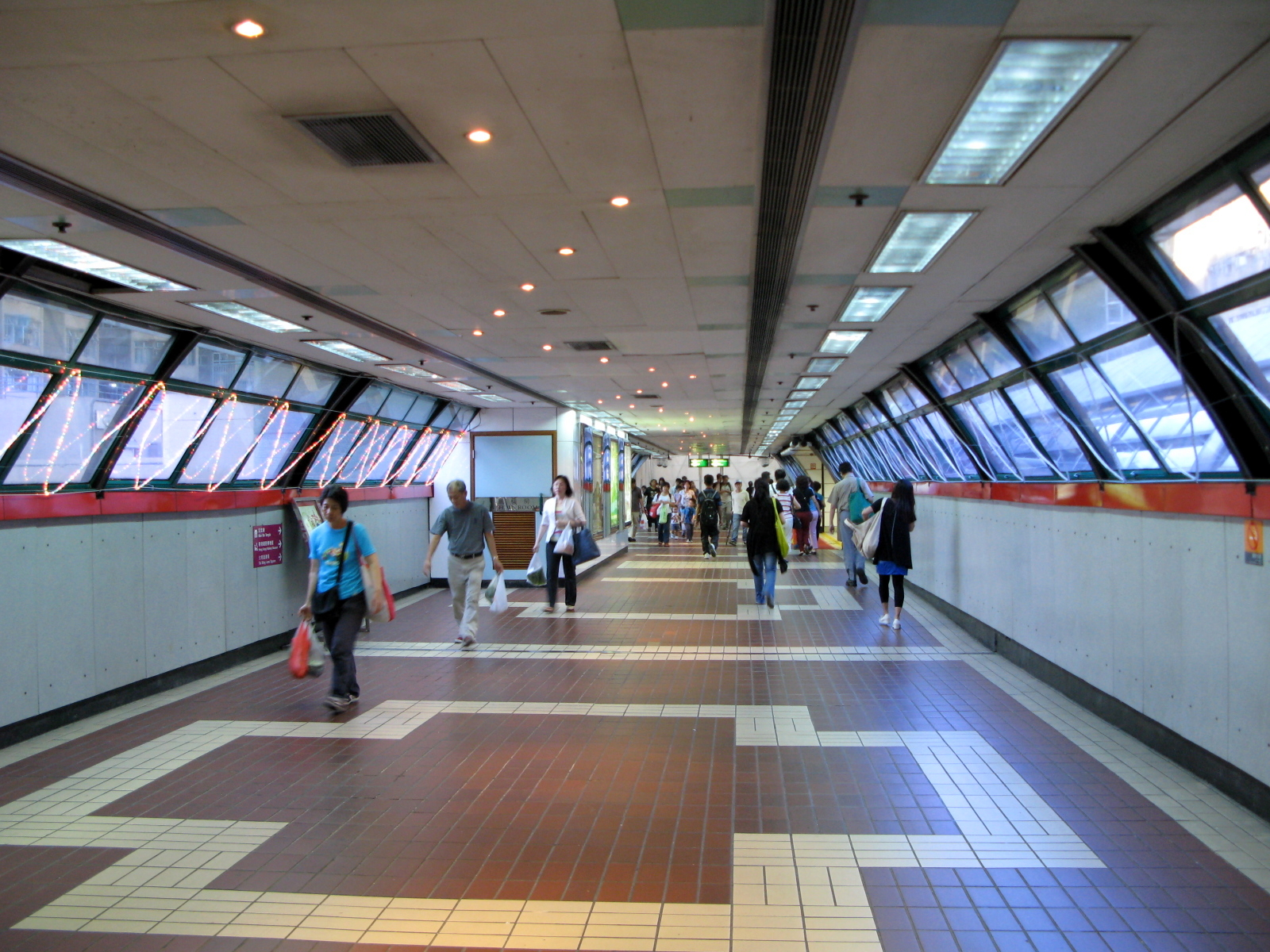
太和站上方為商場行人通道（2008年）
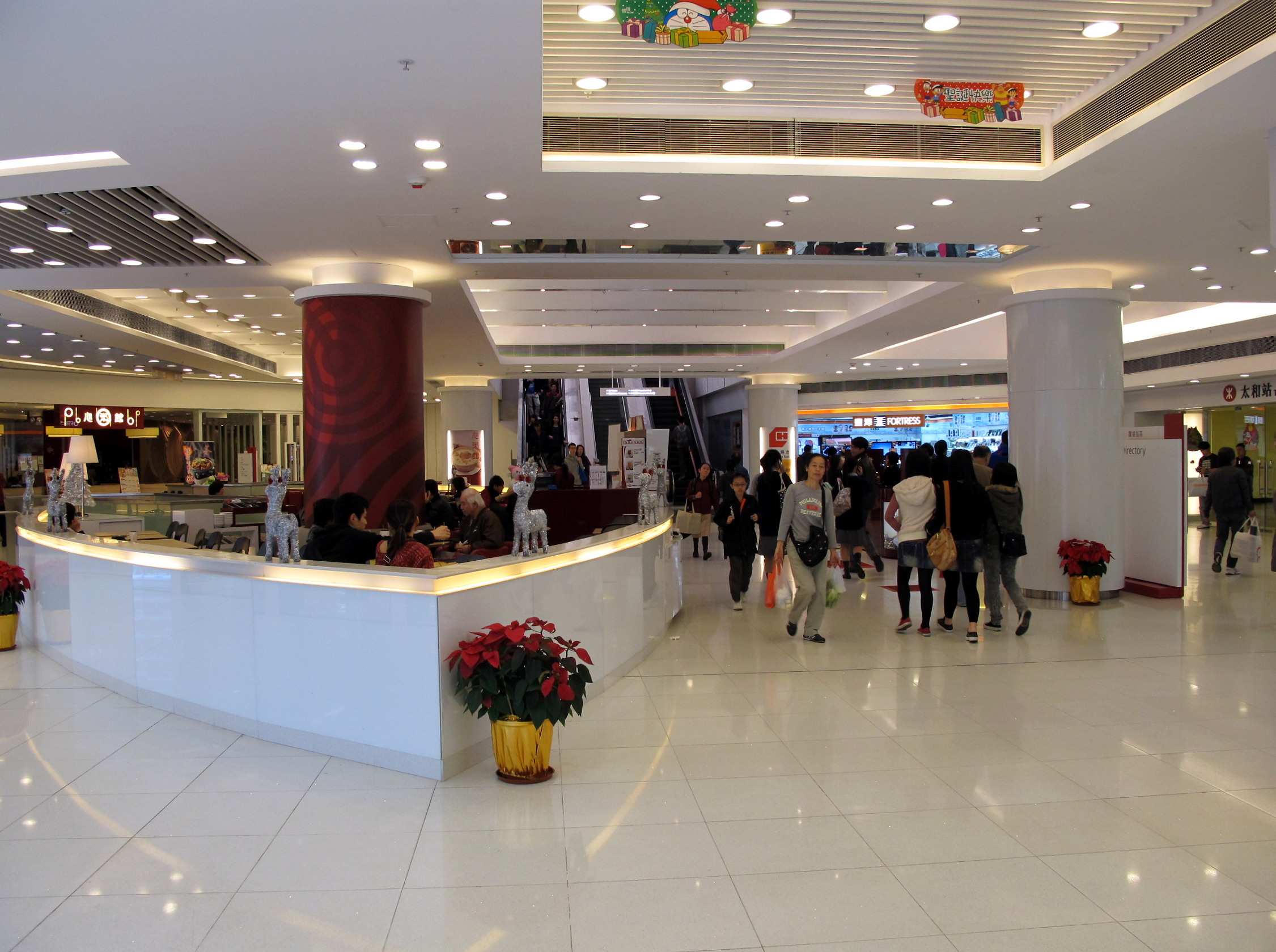
2010年翻新後的太和廣場2期東北面，左方開放式食肆座位已拆卸
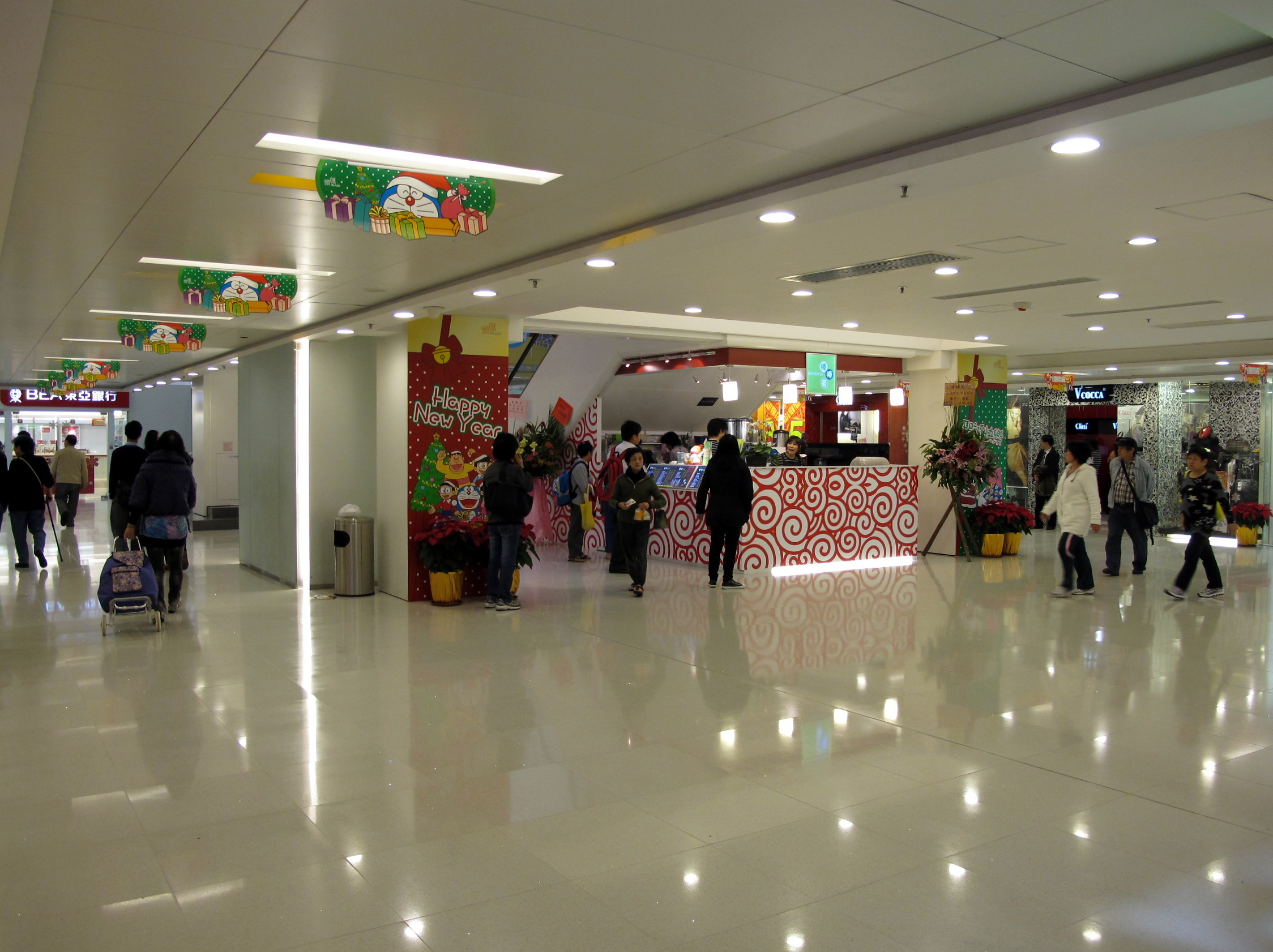
翻新後的太和廣場（2010年）
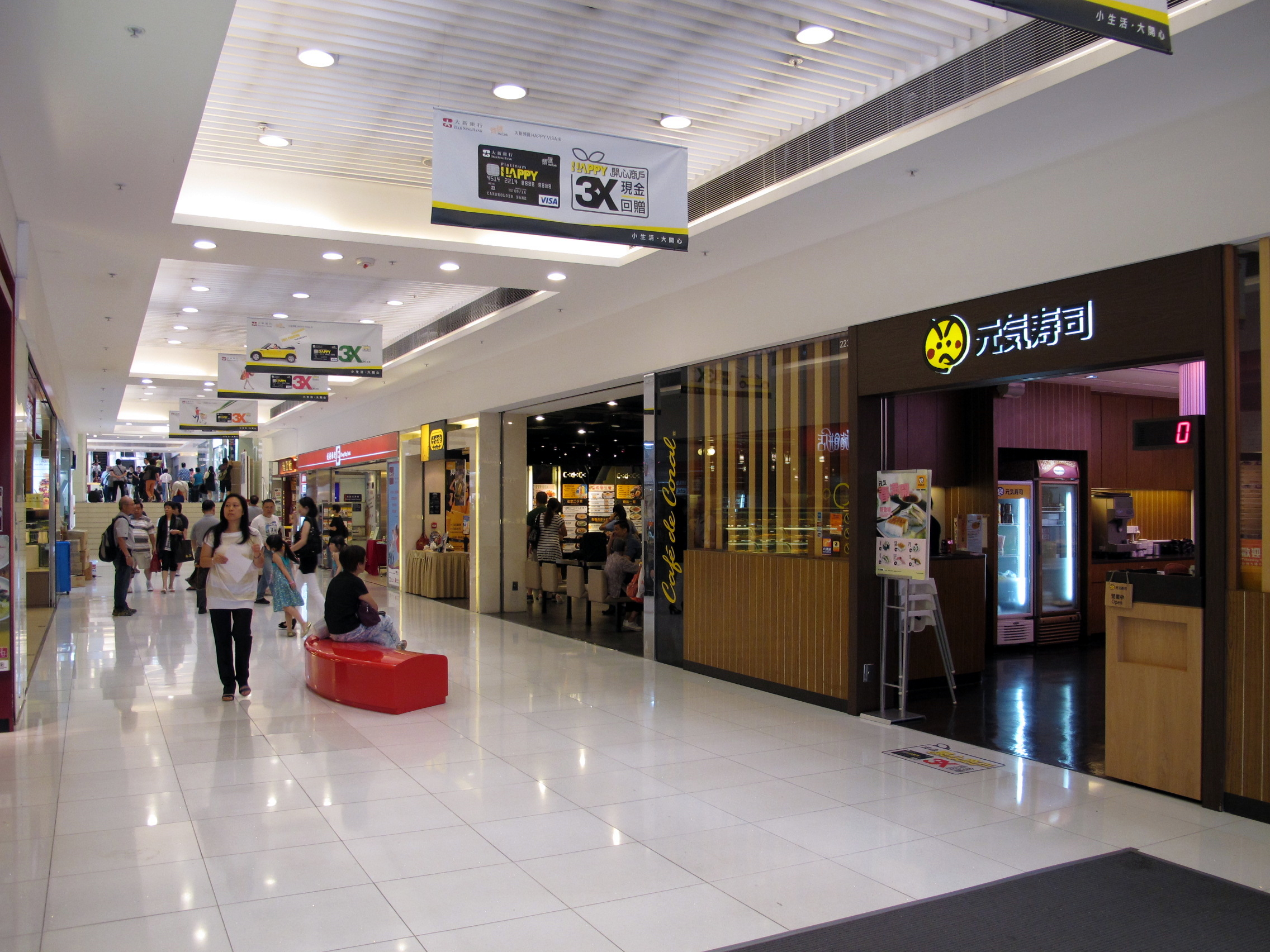
翻新後的太和廣場的餐廳，通道上方的天幕已消失（2012年）

## 外部連結
- 領展：太和廣場（页面存档备份，存于）
- 領匯：.   [2010-04-01]. （原始内容存档于2005-11-10）.

22°27′3.83″N 114°9′42.95″E / 22.4510639°N 114.1619306°E